# 日田梨
日田梨（ひたなし）は、大分県日田市で生産される梨。

## 概要
日田市は大分県西部の福岡県、熊本県と境を接する内陸部にあり、周囲を山に囲まれた日田盆地に位置している。盆地特有の気温の日較差、年較差が大きい気候によって果実は糖度を増すとされており、果物の栽培が盛んな土地である。
日田盆地における梨の栽培は、明治44年（1911年）に、長十郎、晩三吉が植えられたのが始まりで、現在では、「四季を通じて日田梨」をキャッチフレーズに、早生種の幸水、中生種の二十世紀、豊水、晩生種の新高、新興、晩三吉を中心に8品種が栽培されている。

## 商標
日本においては、平成17年（2005年）6月3日に通常の登録商標として（商標登録第4869353号）、また、平成19年（2007年）11月16日に地域団体商標として登録されている（商標登録第5092285号）。